# روكو يانسن
روكو يانسن (بالإنجليزية: Rocco Jansen)‏ هو لاعب اتحاد الرغبي جنوب أفريقي، ولد في 21 يوليو 1986 في Queenstown, South Africa ‏ في جنوب أفريقيا.

## وصلات خارجية
- روكو يانسن على موقع ItsRugby.co.uk (الإنجليزية)